# Massif des Salines
Le massif des Salines est un massif de montagnes de la partie orientale de la chaîne pyrénéenne, entre le massif du Costabonne et/ou massif de la Coma Negra selon les délimitations à l'ouest et le massif des Albères à l'est. Il est notamment connu pour ses gorges et canyons.

## Toponymie
Le massif prend le nom du pic des Salines (1 333 m). Le toponyme catalan les salines désigne un lieu où était déposé du sel pour le bétail, l'ensemble du massif ayant un passé d'élevage bovin important.

## Géographie

### Topographie
Le massif des Salines est situé dans le prolongement naturel du massif des Albères après la césure du col du Perthus (à La Jonquera) et de la vallée de la Rome qui sépare les deux massifs. Il est délimité au nord par le Tech (en France) et au sud (en Espagne) par la Muga avec le lac de Boadella-Darnius.
Il compte le roc de Frausa ou roc de France (1 450 à 1 453 m), le roc de Sant Salvador (1 235 m), le pic des Salines (1 333 m), mais aussi le mont Capell (1 168 m), le Pilo de Belmaig (1 280 m) au nord et le puig del Castell de Bach Grillera (1 059 m) au sud, mais l'appartenance de ce dernier sommet au massif est discutée. Certaines sources espagnoles le considèrent plutôt comme un sous-ensemble en tant que tel, utilisant la dénomination de serra de Bach Grillera. Plus largement, on retrouve au sud plusieurs serras espagnoles, notamment les serras de Casso et de la Casilla.

### Flore
Selon les analyses des responsables de la zone protégée en versant sud, classée Natura 2000 (Alta Garrotxa/Massís de les Salines, site n° ES5120001), la zone est occupée « par des chênaies et des pinèdes, […] et constitue la limite orientale de beaucoup d'espèces de flore et de faune pyrénéennes ». Elle précède des zones sèches de végétation uniquement méditerranéenne.

### Géologie
Le massif des Albères se trouve quasiment à l'extrémité orientale de la zone axiale de la chaîne de montagnes des Pyrénées. Il compte essentiellement du gneiss et des roches métamorphiques. Quelques petites zones de roches sédimentaires peuvent être identifiées.
Cette zone montagneuse est caractérisée par des encaissements marqués, notamment considérablement plus que le massif des Albères tout proche. Ces encaissements et les zones d'érosion associées forment autant de canyons au sens géomorphologique, presque une vingtaine, faisant du massif des Salines l'un des massifs français comportant le plus grand nombre de ces formations par unité de distance.

## Activités

### Archéologie
La vallée de la Rome, avec l'axe majeur du col du Perthus, et la zone autour de Céret constituent des lieux de découverte archéologiques importants de la région. Deux musées spécialisés sont consacrés à ce sujet : la Maison du patrimoine Françoise-Claustre, nommée en référence à l'archéologue Françoise Claustre qui a mené des fouilles dans la région de Céret, et la Maison de l'Histoire du Boulou, ou Casa del Voló ; une société savante locale, l'Association pour le patrimoine de la vallée de la Rome (AsPaVaRom) publie une revue de recherche, avec notamment ces dernières années une série de découvertes autour des ruines du fort de la Cluse Haute.

### Tourisme

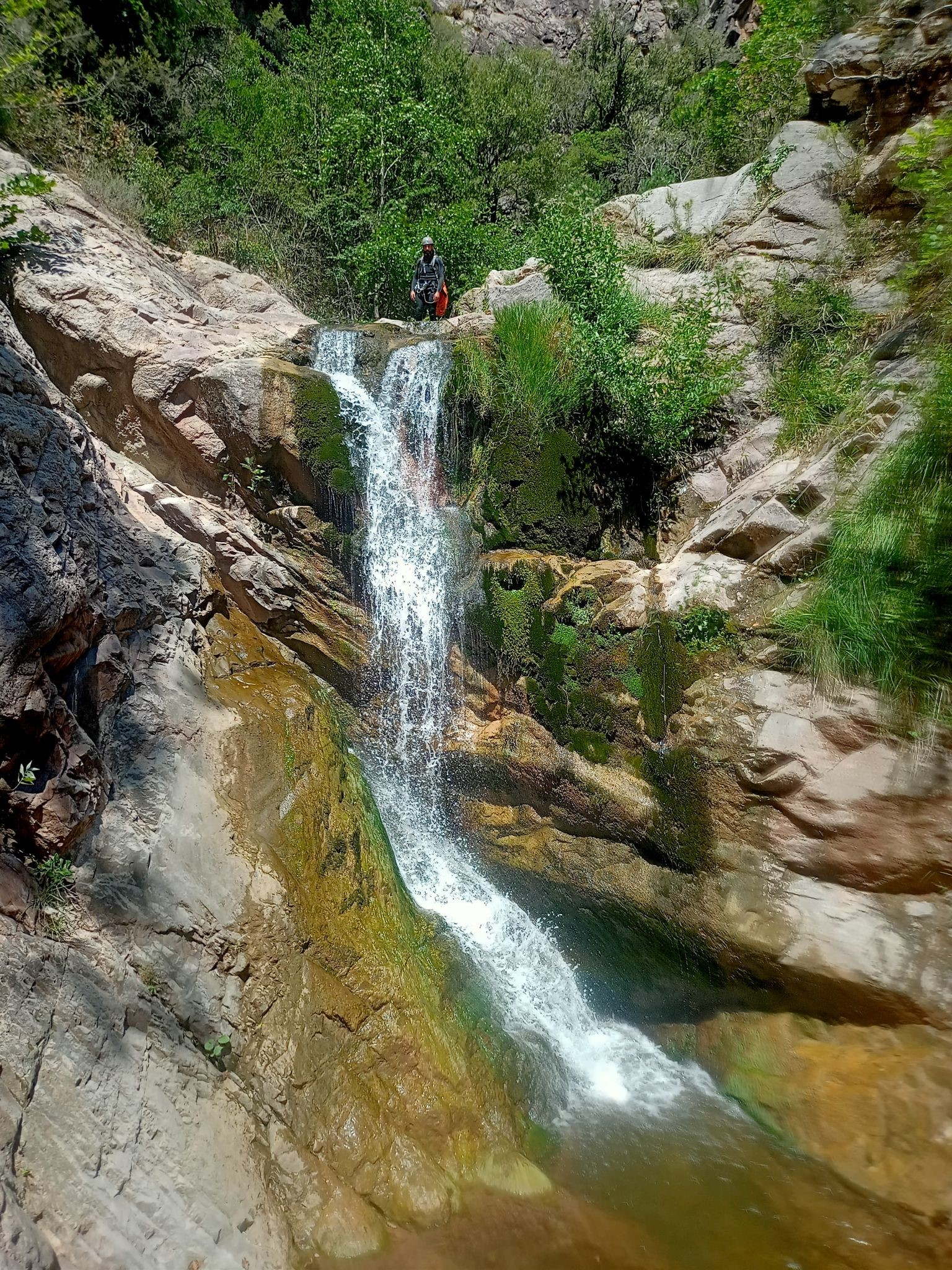
Pratiquants de canyoning engagés dans le canyon transfrontalier de la haute vallée de la Muga, qui délimite le massif des Salines.

Plusieurs des canyons sont devenus des parcours de canyoning réputés depuis les années 1990 : les gorges de Baoussous, le Gourg des Anelles, le Salt Maria Valenta, le canyon du Mas Cal Sant, le canyon de Can Guillet, la descente des Salines, le Salt de Pi ou encore le canyon de la Muga,.
Le canyon ou gorges de Baoussous, d'une difficulté très modérée, fait partie des parcours d'initiation, de baignade et de saut libre les plus connus du département, avec des groupes ou même des sorties scolaires régulièrement organisées dans le canyon.
Le canyon du Gourg des Anelles attire par exemple une fréquentation estimée à plus de 20 000 pratiquants chaque été,.
Le massif compte également plusieurs spots de parapente fréquentés, notamment les décollages du col de la Brousse et de Fontfrède, tandis que le décollage du roc de France reste un site utilisé par les parapentistes de grande expérience. Le massif compte également plusieurs dizaines de kilomètres de sentiers balisé pour la randonnée, avec notamment le GR 10.